# Francis Newdegate

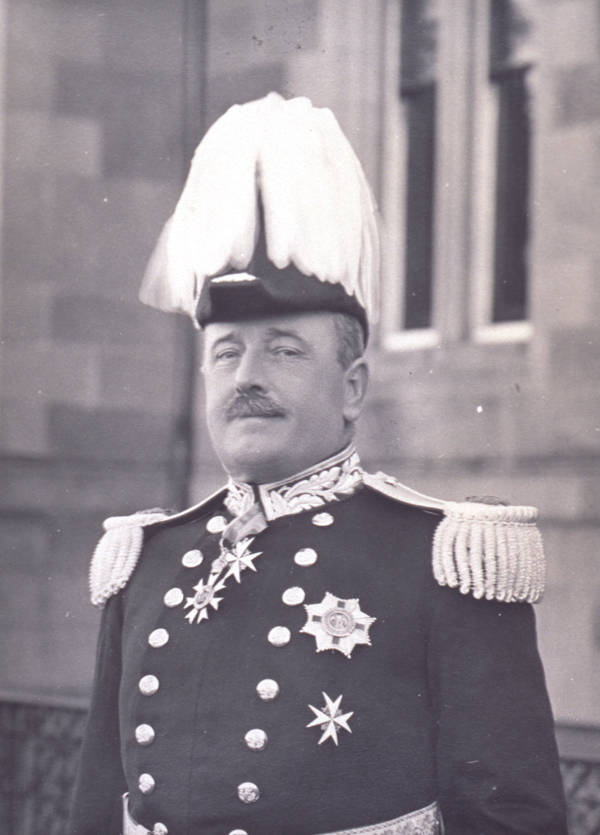
Francis Newdegate

Sir Francis Alexander Newdigate-Newdegate (* 13. Dezember 1862 in London; † 2. Januar 1936 in Nuneaton, Warwickshire) war ein britischer Politiker und Gouverneur von Tasmanien und Western Australia.

## Leben
Newdegate wurde 1862 als Sohn des Lieutenant-Colonel Francis William Newdigate aus dessen erster Ehe mit Charlotte Elizabeth Agnes Sophia Woodford im Londoner Stadtteil Chelsea geboren. Den zusätzlichen Nachnamen Newdegate nahm er 1902 aufgrund einer Testamentsverfügung seines Onkels an. Newdegate besuchte das Eton College und die Royal Military Academy Sandhurst und trat 1883 als Lieutenant der Grenadier Guards in die British Army ein. Von 1885 bis 1887 unternahm er eine Reise durch mehrere Kolonien des Britischen Weltreichs, die ihn nach Indien und Australien führte. 1888 heiratete er Elizabeth Sophia Lucia Bagot.
Von 1892 bis 1906 war er als Abgeordneter für Nuneaton und von 1909 bis 1917 für Tamworth Mitglied des House of Commons. Am 30. März 1917 wurde er zum Gouverneur von Tasmanien ernannt. Seine knapp dreijährige Amtszeit verlief im Großen und Ganzen ohne besondere Ereignisse. Wie auch seine beiden Vorgänger im Amt des tasmanischen Gouverneurs wurde er anschließend zum Gouverneur von Western Australia ernannt. Er gründete den Flugpostdienst North-West air mail service und war auf dem ersten Flug selbst an Bord. Er unternahm mehrere weite Reisen und unterstützte die Siedlungspläne seines Premierministers James Mitchell.
Am 16. Juni 1924 verließ Newdegate nach Ende seiner Amtszeit Australien und kehrte nach England zurück. Dort starb er am 2. Januar 1936.
Die Ortschaft Newdegate in Western Australia ist nach ihm benannt.

## Orden und Ehrenzeichen
- Knight Commander of the Order of St. Michael and St. George (1917)
- Knight Grand Cross of the Order of St. Michael and St. George (1925)